# Pabellón de Venezuela en la Expo 1967
El Pabellón de Venezuela en la Expo '67 fue el edificio que representó a ese país en la Exposición Universal desarrollada en Montreal, Canadá, en 1967. La estructura llamaba la atención por sus rasgos vanguardistas. Construido en el mismo año de la exposición, fue demolido a finales de los años 1980 junto con la inmensa mayoría de los pabellones que se erigieron para el evento.
Venezuela fue uno de los dos únicos países de América del Sur en participar en la Exposición, el otro siendo Guyana.

## Concepción y características
El pabellón fue concebido por el arquitecto Carlos Raúl Villanueva —Premio Nacional de Arquitectura en 1963— como tres cubos cuyas aristas medían 13 metros cada una. Las tres estructuras se emplazaron sobre una base desde cuyos lados salían tres rampas que conectaban con los accesos del cuerpo central. La estructura fue construida por Ricardo de Sola, con quien Villanueva ya había trabajado en la Reurbanización El Silencio, con vigas de acero y recubierta con láminas de aluminio, cada una de ellas pintada de color azul, verde, rojo, naranja, amarillo y negro. La alta reflexión de la luz sobre la superficie del aluminio pulido solía dar la impresión de ser espejos.
El primer cubo se dispuso para la proyección de audiovisuales a cargo de la productora Pethouse Studios, haciendo un resumen la de historia de Venezuela, junto con reseñas sobre su desarrollo económico, geografía, recursos naturales, política y sociedad, así como su intercambio comercial con Canadá. El segundo cubo, de carácter más recreativo, poseía tres plantas destinadas a oficinas, servicios, y un restaurante ambientado con música folclórica. El tercer cubo fue pensado para contener una representación del exotismo y la biodiversidad de la selva amazónica venezolana. Sin embargo, debido a la imposibilidad de trasladar las plantas desde distintos reservorios y del mal estado de la maqueta del Salto Ángel que había sido usada anteriormente en la Feria Mundial de Nueva York de 1964, Villanueva se decantó por la instalación de una obra de arte cinético a gran escala realizada por Jesús Soto. Dicha obra, conocida como Volumen suspendido, estuvo suspendida del techo y puesta en movimiento en ambos sentidos mediante un moto, y fue hecha con barras de coloreadas de blanco en lo más alto, que graduaban a color limón a medida que descendían. Esta obra monumental estuvo ambientada con una composición de música electrónica elaborada por Antonio Estévez, llamada Cromovibrafonía I.
La semana durante la cual se celebró el día de Venezuela en la Exposición, el pabellón permaneció cerrado en conmemoración de las víctimas del terremoto de Caracas. Sin embargo, la coreógrafa Sonia Sanoja hizo un performance de integración de la danza con la estructura penetrable de Sojo. También se logró la colaboración del poeta Alfredo Silva Estrada, quien desarrolló su obra Trans-verbales junto con Carlos Cruz-Diez.
El pabellón estuvo ubicado en la Île Notre-Dame, concretamente a un costado del actual Circuito Gilles Villeneuve, y estaba adyacente a los pabellones de Italia, Checoslovaquia, Etiopía, Marruecos, Túnez, la Unión Soviética y los países del África subsahariana.

## Valoración
Pese a haber sido demolido, como ocurrió con la vasta mayoría de las representaciones de los demás países, este pabellón es recordado por haber sido ocasión para reunir una suma de talentos única en el ambiente cultural venezolano, lo que ayudó a su vez a que se ejercitar la teoría de la obra de arte total, en cuanto a la relación en conjunto y de manera individual  de la arquitectura moderna con otras disciplinas del arte contemporáneo como la danza, escultura, pintura, música y poesía.
Por su parte, la importante revista Architectural Forum, en su edición de septiembre de ese año, le dedicó elogios a la estructura, destacándola como uno de los mejores ejemplos del minimalismo en el arte:

The Venezuelan Pavilion at Expo 67 has been overlooked by most critics —perhaps because it is a fine example of what it is being called "Minimal Art." The pavilion is so minimal, in fact, that Architect Philip Johnson tought it was really much too small. Still, it is probably the biggest example of Minimal Sculpture ever constructed anywhere —and certainly one of the best.
[El Pabellón Venezolano en la Expo 67 ha sido descuidado por la mayoría de los críticos —quizá porque se trata de un buen ejemplo de lo que se denomina "Minimal Art." En efecto, el pabellón es tan reducido que el arquitecto Philip Johnson lamentó que fuera tan pequeño. Sin embargo, se trata del mayor ejemplo de "Escultura Mínima" que se haya construido en sitio alguno —y sin duda uno de los mejores.].
Architectural Forum, septiembre de 1967.